# Скерлетешть (Бузеу)
Скерлетешть, Скерлетешті (рум. Scărlătești) — село у повіті Бузеу в Румунії. Входить до складу комуни Ларгу.
Село розташоване на відстані 104 км на північний схід від Бухареста, 34 км на південний схід від Бузеу, 145 км на північний захід від Констанци, 83 км на південний захід від Галаца, 144 км на південний схід від Брашова.

## Населення
За даними перепису населення 2002 року у селі проживали 154 особи, усі — румуни. Усі жителі села рідною мовою назвали румунську.